# Amazing Stories
Amazing Stories este o revistă americană de literatură științifico-fantastică care a apărut în perioada aprilie 1926 - martie 2006. Hugo Gernsback a fost cel care a inițiat științifico-fantastic-ul modern prin această revistă a sa dedicată genului. Înainte de apariția acestei reviste, povestirile SF apăreau de obicei în alte reviste, dar Amazing a ajutat la definirea și lansarea unui nou gen al ficțiunii pulp.
În septembrie 2011, marca comercială Amazing Stories a fost achiziționată de Steve Davidson. Au apărut două numere online, în iulie și august 2012, urmate de un alt număr în 2014. Davidson a relansat publicația tipărită a Amazing Stories odată cu numărul din toamna anului 2018, cu Ira Nayman ca editor.

## Editori
- Hugo Gernsback (aprilie 1926 - aprilie 1929)
- Arthur Lynch (mai 1929 - octombrie 1929)
- T. O'Conor Sloane (noiembrie 1929 - mai 1939)
- Raymond A. Palmer (iunie 1939 - decembrie 1939)
- Bernard George Davis Ziff Davis (ianuarie 1940 - mai 1946)
- Raymond A. Palmer (iunie 1946 - decembrie 1949)
- Howard Browne (ianuarie 1950 - august 1956)
- Paul W. Fairman (septembrie 1956 - decembrie 1958)
- Cele Goldsmith Lalli (ianuarie 1959 - iunie 1965)
- Sol Cohen (agust 1965 - octombrie 1967)
- Harry Harrison (decembrie 1967 - septembrie 1968)
- Barry N. Malzberg (noiembrie 1968 - ianuarie 1969)
- Ted White (martie 1969 - februarie 1979)
- Elinor Mavor (mai 1979 - august 1981 sub pseudonimul Omar Gohagen, noiembrie 1981 - septembrie 1982 sub propriul nume)
- George H. Scithers (septembrie 1982 - iulie 1986)
- Patrick Lucien Price (septembrie 1986 - martie 1991)
- Kim Mohan (mai 1991 - 1995 și 1998 - 2000)
- David Gross (mai 2004 - octombrie 2004)
- Jeff Berkwits (octombrie 2004 - aprilie 2005)
- Steve Davidson (iulie 2012 – august 2018)
- Ira Nayman (august 2018 - prezent)

## Vezi și
- Călătorie în timp (serial TV) - (titlu original Amazing Stories, 1985 - 1987). Refăcut în 2020.
- Wonder Stories